# Polisportiva Alghero
L'Alghero Calcio, meglio noto come Alghero (storicamente Polisportiva Alghero), è una società calcistica italiana con sede nella città di Alghero. Milita in Eccellenza, quinta divisione del campionato italiano.
Costituita originariamente nel 1945, il club ha militato nel campionato di Lega Pro Seconda Divisione nelle stagioni 2008-2009 e 2009-2010.
L'originaria Polisportiva Alghero si sciolse il 10 luglio 2010, dopo avere ottenuto il suo miglior piazzamento storico col sesto posto nel Girone A di Lega Pro Seconda Divisione 2009-2010. Il 26 luglio dello stesso anno vi fu la rifondazione col solo settore giovanile.
Nel 2022 la società si è fusa con l'Audax Algherese, club vincitore del torneo di Seconda Categoria sarda nello stesso anno e quindi promosso in Prima Categoria, e ne ha assunto il titolo sportivo.

## Storia

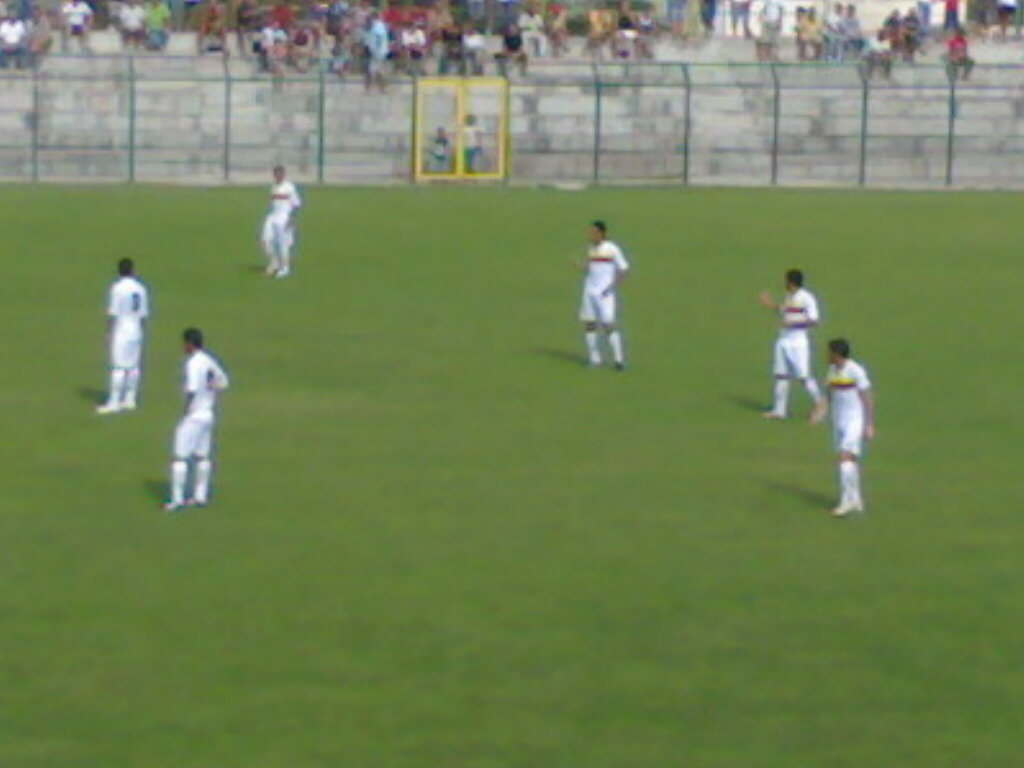
I giocatori dell'Alghero nella sfida con l'Italia San Marco

Fondata nel 1945 dalle ceneri della più vecchia SEF Nettuno, l'Alghero trova nel campionato di Seconda Divisione (ex serie C2, Quarta Serie) il massimo risultato conseguito sul campo. Dopo il ripescaggio nel 2008 riesce a salvarsi all'ultimo secondo dell'ultima partita con un gol, rimasto nella memoria, di Martino Borghese. Nella stagione 2009-2010 conquista un ottimo 6º posto che non gli permette di disputare gli spareggi promozione per la Prima Divisione ex C1 per un solo punto, quello tolto dalla Federazione per ritardo nei pagamenti. Nel recente passato aveva conquistato per 5 volte il massimo campionato dilettantistico nazionale. Bisogna però fare un salto all'indietro di quasi 40 anni per trovare la prima promozione in Serie D, allora lega semiprofessionistica e a tutti gli effetti Quarta Serie. Dopo la promozione storica con in panchina prima Landolfi a cui subentrò Pizzocaro, nella stagione 1967-1968 l'Alghero disputa il primo campionato di Quarta Serie con in panchina l'ex Fiorentina e nazionale Maurilio Prini conquistando una onorevole salvezza. Per 10 stagioni, con il solo intermezzo della retrocessione del 76, l'Alghero si fa onore nel campionato di Quarta Serie. Dopo la retrocessione del 1978 comincia un'altalena di risultati che vedono la compagine catalana prevalentemente in sesta serie, con qualche excursus in settima (campionato di Promozione). La Quinta Serie viene riconquistata nel 1990-91 e poi stabilmente nel 2003-04. Dopo quattro campionati di Serie D di cui riportiamo brevi note a seguire, grazie ad un insperato ripescaggio ottenuto in virtù di una semifinale play-off, per la prima volta partecipa ad un campionato professionistico.
Nel 2004-05, al suo ritorno in Serie D, partecipa al Girone B, chiudendo il campionato al 3º posto dietro Canzese e Lecco; nei play-off sconfigge in semifinale la Caratese (1-1 e 1-0), perdendo poi la finale con il Lecco (0-1 e 0-1).
Nel 2005-06, sempre nel girone B, si classifica al 13º posto con 32 punti, ed è costretta a disputare i play-out, dove incontra il Bergamo Cenate; all'andata in Lombardia finisce 1-1, nel ritorno l'Alghero va sotto 1-0, ma trova un insperato pareggio a sette minuti dalla fine con un gol su calcio di punizione da 30 metri del portiere Matteo Trini: con questo risultato la squadra si salva.
Nel 2006-07, ancora una volta nel Girone B, arriva un altro 3º posto alle spalle del Tempio e dell'U.S.O. Calcio; nei play-off però viene subito eliminata dal Como (3-6 dopo i calci di rigore).
Nel 2007-08 viene inserita con le altre squadre sarde nel girone G. Dopo un pessimo avvio, che la porta all'ultimo posto in classifica a metà del girone d'andata, viene nominato Direttore Sportivo l'algherese Gianni Ledda e, dopo il cambio di allenatore (Mauro Giorico al posto di Claudio Luperto) la squadra inizia una clamorosa rimonta che la porta a chiudere il campionato al quarto posto con 50 punti, dietro a Isola Liri, Castelsardo e Tavolara; si qualifica così ai play-off dove elimina prima il Tavolara, vincendo ad Olbia per 2-1 dopo i tempi supplementari, e poi il Castelsardo (3-0 in trasferta). Nel successivo turno viene sorteggiata nel girone assieme al Barletta e alla Renato Curi Angolana; nella prima giornata pareggia 0-0 a Barletta, nella seconda riposa (con il Barletta che vince in casa dell'Angolana) e nel match decisivo sconfigge 2-1 gli abruzzesi qualificandosi così alle semifinali, dove viene eliminata dalla Colligiana in forza del pareggio a reti inviolate nella gara di andata ad Alghero e della sconfitta a Colle di Val d'Elsa per 2-0.

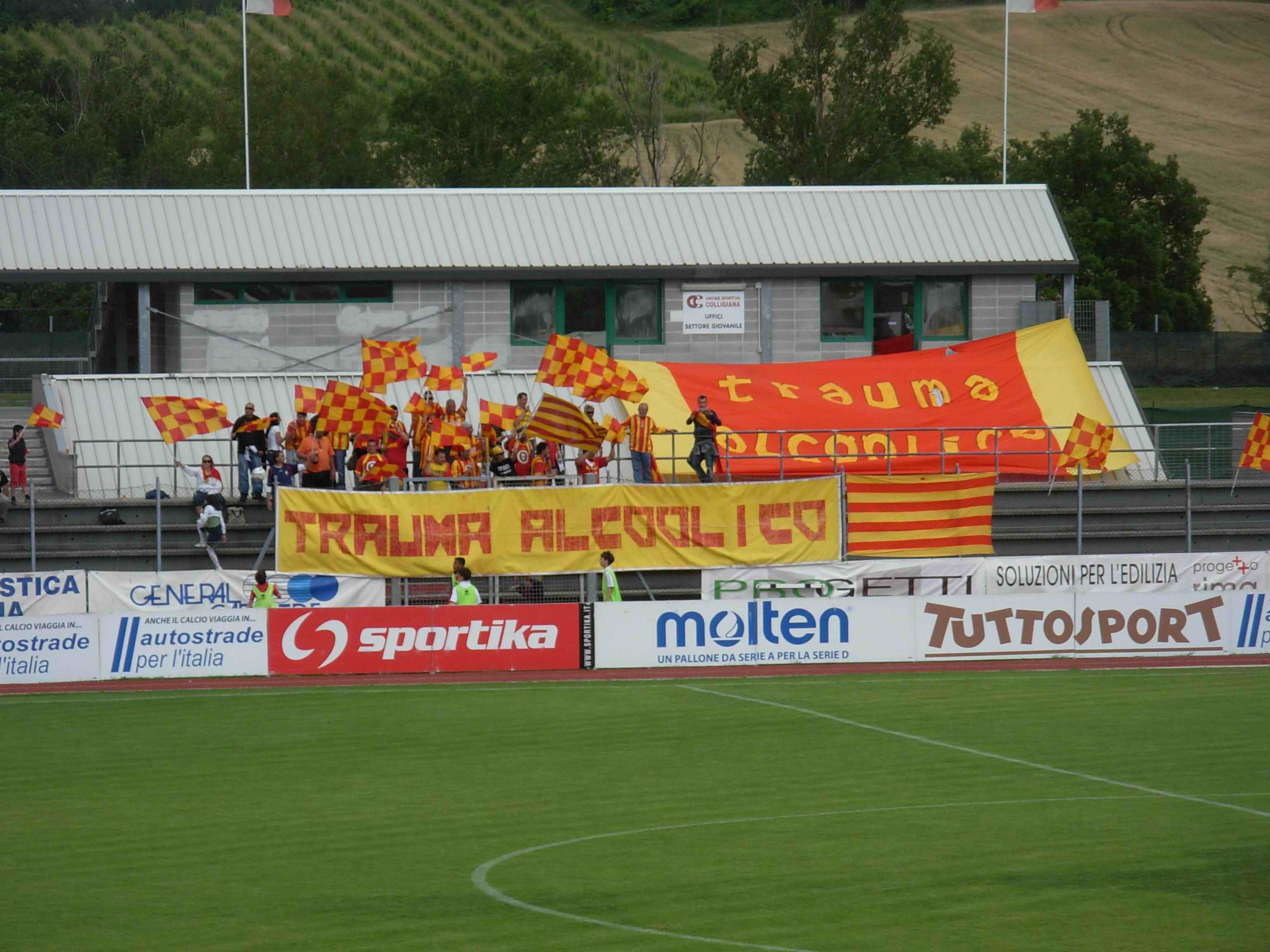
Tifosi dell'Alghero alla semifinale dei play-off di Serie D 2008 a Colle di Val d'Elsa

Grazie al nuovo regolamento in questa stagione ha disputato la Coppa Italia di Serie C assieme ad altre 19 società del campionato di Serie D.
È stata inserita nel gruppo Q assieme a Olbia, Nuorese, Sassari Torres e Cisco Roma, non riuscendo però a qualificarsi.
Il 14 agosto 2008, tramite ripescaggio, la squadra stacca il biglietto d'ingresso al campionato di Seconda Divisione 2008-2009 della Lega Pro, sopperendo parzialmente all'assenza di Sassari Torres e Nuorese. Il 17 maggio 2009, nell'ultima giornata di campionato, riesce a ottenere la salvezza diretta in Lega Pro Seconda Divisione.
Nella stagione 2009-2010 la società sarda vede sfumare nei minuti finali dell'ultima giornata la possibilità di disputare i play-off dopo essere stata tra le prime cinque squadre praticamente per tutta la durata del campionato.
Il 10 luglio 2010 la Polisportiva Alghero non presenta ricorso per l'iscrizione al campionato e scompare così dopo due stagioni dal calcio professionistico.
Contestualmente alla cessazione dell'attività della Polisportiva Alghero, che non ottiene l’iscrizione al campionato di Seconda Divisione Lega Pro, nella stagione 2010-2011 un'altra società della città, il La Palma Alghero, matricola federale 73090, adotta i colori sociali a strisce verticali giallo e rosso e cambia il nome in 1945 Alghero. La squadra, che gioca le partite interne al Mariotti, vince il campionato di Promozione e, nella stagione seguente, si piazza al quarto posto del girone di Eccellenza, alle spalle di Torres, Olbia e Fertilia. Dalla stagione 2014-2015, inizia la discesa che porterà il 1945 Alghero, in tre stagioni, a tre retrocessioni consecutive sino alla Seconda Categoria. Nella stagione 2018-2019, la squadra si iscrive volontariamente in Terza Categoria. Dopo alcune stagioni con risultati e prestazioni modeste, il Comunicato n. 13 del 07/10/2022 della FIGC annuncia la cessazione dell'attività della ASD 1945 Alghero.

### Alghero Calcio
Il 26 luglio 2010 rinasce l'Alghero Calcio, con il solo settore giovanile. L'ASD prende il nome di Alghero con matricola FIGC 932773. Il presidente era Umberto Sassu e la dirigenza era composta da Massimo Peana, Gianluca Erre, Massimo Malfitano, Manuel Pierangeli e altri, tutti provenienti dalla dirigenza del settore giovanile della Polisportiva Alghero. La scelta iniziale è di dedicarsi alla formazione dei giovani giocatori. Scelta premiata sul campo, tanto che nel 2021 l'Alghero Calcio conquista i titoli regionali delle categorie Under-13, Under-15 e Under-17. 
Nel luglio del 2022 viene presentato alla città il nuovo progetto che prevede la rinascita della prima squadra. Grazie all'accordo con l'Audax Algherese (vincitrice del girone G di Seconda Categoria della stagione 2021-2022), l'Alghero ha giocato il campionato 2022-2023 in Prima Categoria, sotto la denominazione ASD ALGHERO, nuova matricola federale 954887 (come da Comunicato 6/2022, FIGC SARDEGNA). Nel nuovo progetto sportivo dell'Alghero il presidente è il giovane imprenditore Andrea Pinna, il direttore sportivo Alessandro Piras, l'allenatore Gianni Piras (al quale subentra Gianmarco Giandon nella stagione successiva) e il direttore generale Leonardo Tilloca .
Nel maggio del 2023, la rosa viene rinforzata con l'arrivo del polivalente Joel Baraye, mentre nel luglio dello stesso anno, in piena sessione estiva di calciomercato, vengono ufficializzati gli arrivi degli attaccanti Giuseppe Meloni dal Budoni e Seck Baba Ndaw dal Vobarno. Nella stagione 2023/2024 centra la promozione in Eccellenza, ma l'esperienza nel Massimo torneo dilettantistico regionale dura solo una stagione, infatti il 1 maggio 2025, nel playout  contro la Ferrini Cagliari retrocede in Promozione. 

## Colori e simboli

### Colori
I colori sociali sono il giallo e il rosso, che riprendono i colori dello stemma della città e della bandiera della Catalogna, con la quale Alghero ha uno storico legame.

## Strutture

### Stadio

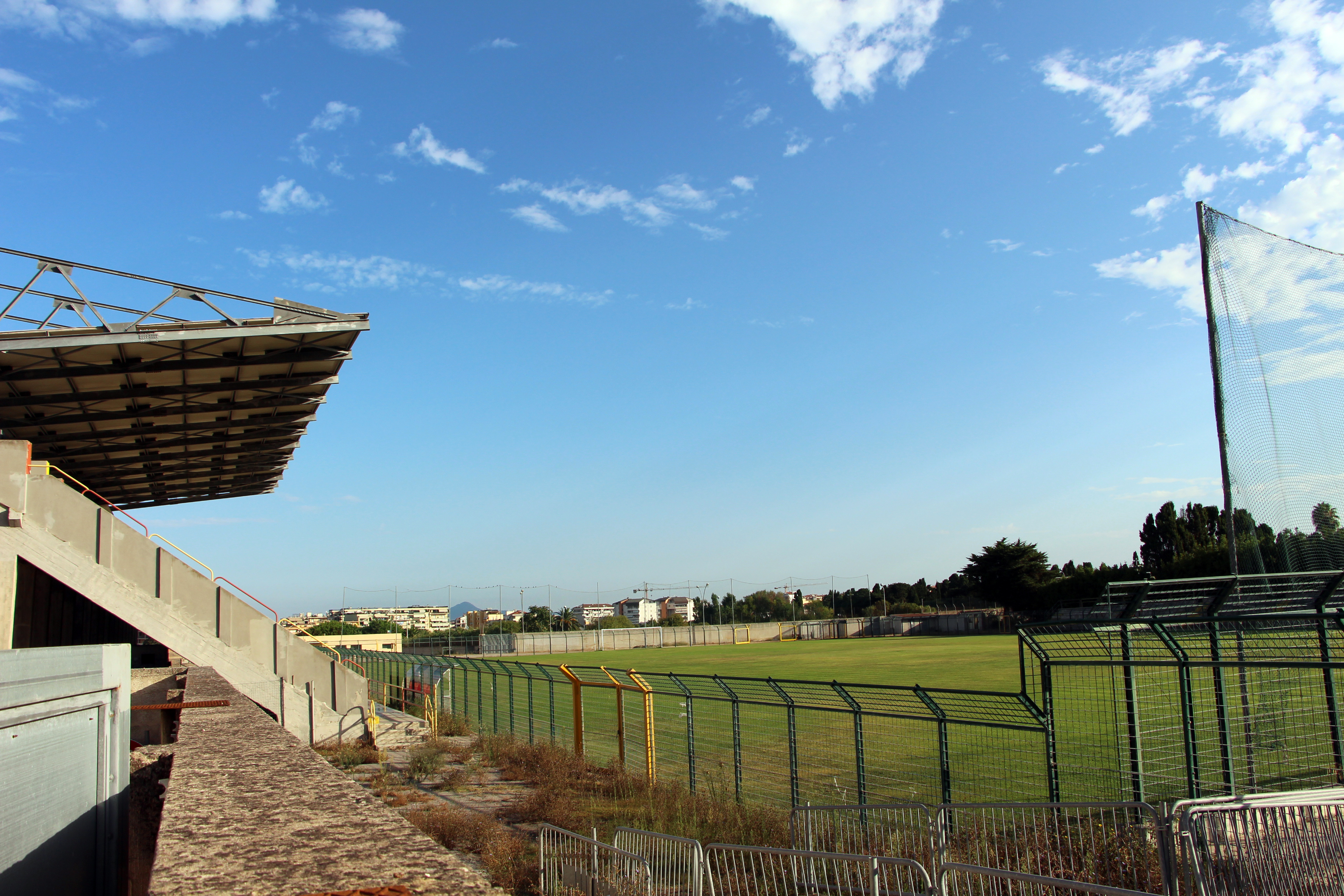
Lo stadio Mariotti

La Polisportiva Alghero giocava le gare interne allo Stadio Mariotti. Storico impianto sportivo della città, è situato nella parte finale di via Vittorio Emanuele II, conta circa 2500 posti a sedere e ha un manto erboso, in quanto nel 2005 sono stati eseguiti sul terreno di gioco importanti lavori per il drenaggio con una nuova tecnologia che ha permesso di effettuare tali lavori senza la rimozione del manto erboso. Dal 2010 l'Alghero Calcio sceglie il Campo "Pino Cuccureddu" nella zona sportiva di Maria Pia, un impianto moderno con campo a 11, 8, 6 e 1 VS 1, spazio palestra all'aperto e una club house. Il campo a 11 ha tribune omologate per 2500 spettatori. 

## Palmarès

### Competizioni regionali
- Eccellenza: 1

2003-2004
- Promozione: 5

1976-1977, 1990-1991, 1994-1995, 1997-1998, 2010-2011
- Prima Categoria: 3

1965-1966, 1966-1967, 2022-2023
- Coppa Cossu-Mariotti: 2

1969-1970, 1970-1971